# Koalicja Demokratyczna (Hiszpania)
Koalicja Demokratyczna (hiszp. Coalicion Democratica, CD) – nieistniejąca już prawicowa koalicja zawiązana przez hiszpański Sojusz Ludowy (AP) z pomniejszymi, konserwatywnymi ugrupowaniami, przed wyborami 1979 roku. Na czele AP stał wówczas Manuel Fraga. Miał on nadzieję, iż CD przejmie głosy tych, którzy oddali je na Unię Demokratycznego Centrum (UCD) w 1977 roku, a którzy zawiedli się na rządzie Adolfo Suáreza. Jednak podczas wyborów w marcu 1979 roku, CD uzyskało tylko 6,1% głosów. Głęboko zawiedziony, Fraga zrezygnował z przywództwa w partii.
Jednak w czasie III Kongresu AP w grudniu 1979 roku, wielu liderów partii ubolewało nad zaangażowaniem ugrupowania w CD. Wielu czuło, iż stworzenie tej koalicji zdezorientowało wyborców i postanowili oni, iż należy wzmocnić odrębność ideową AP. Fraga powrócił na pozycję lidera, a dokument przyjęty przez Kongres potwierdził konserwatywną orientację AP. CD przestało istnieć.